# Маркиз
Марки́з (фр. marquis, англ. marquess, итал. marchese, новолат. marchisus или marchio, от нем. Markgraf) — западноевропейский дворянский титул. Женщина — маркиза.
Согласно иерархии находится между герцогским и графским титулами.

## История
Слово «маркиз» — французский вариант латинизированной формы (marchisus) германского титула «маркграф» (markgraf), который в каролингское время носили графы стратегически важных пограничных регионов — марок. В Западнофранкском королевстве наиболее известными носителями этого титула были графы Бретонской марки (на границе с Бретанью), маркграфы Готии (на границе с мусульманской Испанией), и маркграфы Нейстрии (на границе с Нормандией и Бретанью).

### Во Франции
При Капетингах титул вышел из употребления, и на территории современной Франции до XVI века использовался только на землях, входивших в средние века в состав Священной Римской империи, в частности, его носили герцоги Лотарингские, и часть Прованса, отошедшая графам Тулузским по договору 1125 года, по-французски именуется Прованским маркизатом.
Французской короной титул маркиза впервые был пожалован в феврале 1505 послу в Риме Луи де Вильнёву, ставшему маркизом де Транс. Из-за протестов наследственной титулованной знати Прованский парламент до 1511 года отказывался регистрировать это пожалование, уступив лишь после настойчивых требований королевской власти.
Во Франции титул маркиза стал третьим по степени знатности, что было подтверждено постановлением личного совета короля от 10 марта 1578 и эдиктом в августе 1579. Согласно этим документам, для возведения в ранг маркизата требовалось обладание тремя барониями и тремя шателениями, зависимыми от короля (mouvantes du roi), или двумя барониями и шестью шателениями (для возведения в ранг графства было достаточно двух бароний и трех шателений или одной баронии и шести шателений).
Это правило со временем перестало соблюдаться, и к концу XVII века в маркизы возводили даже простых совладельцев сеньорий. Титул маркиза также часто давали откупщикам и финансистам. Из-за всего этого, наряду с титулом графа, престиж которого также резко понизился, он стал предметом насмешек для герцога Сен-Симона, Лабрюйера и персонажей комедий Мольера.
В системе наполеоновской имперской знати титул маркиза не использовался, и был восстановлен только в 1814 году. Июльская монархия, подражавшая Первой империи, также от него отказалась, и из времен Луи Филиппа известно только об одном пожаловании этого титула — полномочному министру во Франкфурте господину де Тальне.

### В Испании
Первым маркизом в Королевстве Кастилия стал Альфонсо де Арагон и Фуа, пожалованный титулом маркиза де Вильена в 1366 году королём Энрике II за помощь в гражданской войне против Педро I. Однако в 1391 году его титул был аннулирован регентами при малолетнем Энрике III.
Четырьмя старейшими в Испании считаются маркизаты: де Вильена, де Сантильяна, де Асторга и де Агилар-де-Кампоо.
В 1445 году титул маркиза де Вильена был создан вновь Хуаном II и пожалован Хуану Пачеко.
В том же году был создан титул маркиза де Сантильяна и пожалован Иньиго Лопесу де Мендоса. В 1465 году Энрике IV создал титул маркиза Асторга, пожаловав его Альваро Пересу Осорио. В 1482 году Католические короли создали маркизат де Агилар де Кампоо, пожаловав титул Гарси Фернандесу Манрике де Лара.
В современной Испании дворянские титулы признаны королём и регулируются государством. Неправомерное их использование преследуется по закону, титулы не подлежат продаже или покупке. Титул маркиза, как и прочие, передаётся по наследству первенцу, сыну или дочери носителя титула. Обращение к маркизам, которые являются Грандами Испании — Excelencia, к тем кто Грандом не является — Ilustrísimo. На данный момент существуют 1372 титула маркиза, из которых 142 являются Грандами Испании.

### В Португалии
Первым носителем титула маркиза стал Афонсу де Браганса, которому Афонсу V 11 октября 1451 года пожаловал титул Маркиз де Валенса.

### В других странах
Помимо Франции, титул маркиза с 1385 года (маркиз Дублин) существует в системе английского пэрства. В Италии заимствованный из Франции и Испании титул «маркезе» (marchese) вытеснил более раннее заимствование из немецкого языка («марграве», margrave).
В России титул маркиза носили французские эмигранты, принятые на службу в период Наполеоновских войн, в частности, морской министр И. И. де Траверсе и его потомки, а также генерал сардинского происхождения Ф. О. Паулуччи и его потомство.

## Короны маркизов
- Нидерланды
- Дания, Франция, Германия, Исландия, Польша, Италия
- Великобритания